# 康塞普申章克申 (密蘇里州)
康塞普申章克申（英語：Conception Junction）是位於美國密蘇里州諾德韋縣的城市。

## 人口
根據2020年美國人口普查的數據，康塞普申章克申的面積為0.82平方千米，皆為陸地。當地共有人口177人，而人口密度為每平方千米216人。